# Siaosi Vaili
Pas d'image ? Cliquez ici

a Compétitions nationales et continentales officielles uniquement.

b Matchs officiels uniquement.
Dernière mise à jour le 22 août 2018.
Siaosi Vaili, né le 7 septembre 1977 à Apia (Samoa), est un joueur de rugby à XV international samoan. Il joue au poste de Troisième ligne aile.

## Carrière
Il a sa première cape internationale le 11 novembre 2001, à l’occasion d’un match contre l'équipe d'Irlande.

## Palmarès

### En club
Avec Worcester
- Bouclier européen
  - Finaliste (1) : 2005[3]

### Sélection nationale
- 10 sélections avec l'Équipe des Samoa de rugby à XV
- Nombre de sélections par année : 2 en 2001, 4 en 2002, 1 en 2003, 3 en 2004.
- Participation à la Coupe du monde de rugby 2003 (1 match, 0 comme titulaire)